# Autoridad Federal de Relaciones Laborales
La Autoridad Federal de Relaciones Laborales (Federal Labor Relations Authority, FLRA) es una agencia independiente del Gobierno de Estados Unidos que rige las relaciones laborales entre el gobierno federal y sus empleados.

## Historia
Creada por la ley de Reforma del Servicio Civil de 1978, es un organismo cuasi judicial formado por una Junta de tres miembros a tiempo completo que son nombrados por períodos de cinco años por el Presidente de Estados Unidos, con el visto bueno del Senado. La Junta está compuesta por el presidente del FLRA, un director ejecutivo y un director administrativo de la FLRA. El presidente también preside de oficio la Junta de Relaciones Laborales del Servicio Exterior. Los tres miembros no pueden ser del mismo partido político.
La Autoridad resuelve las controversias y disputas que puedan surgir bajo la ley de Reforma del Servicio Civil, decidiendo casos relacionados con la negociación de convenios colectivos, apelaciones relacionadas con prácticas laborales injustas y peticiones de representación, y excepciones a laudos arbitrales por agravios. En consonancia con su responsabilidad legal de proporcionar liderazgo en el establecimiento de políticas y orientación a los participantes en el programa federal de relaciones entre los trabajadores y la administración, la Autoridad también ayuda a las agencias y sindicatos federales a comprender sus derechos y responsabilidades en virtud del Estatuto mediante la capacitación reglamentaria de las partes.
En 1981, la FLRA retiró la certificación al sindicato de controladores aéreos PATCO, es decir, lo despojó de su condición de sindicato representativo tras la huelga de controladores aéreos de 1981, declarada ilegal por la justicia.
La agencia es independiente de la Junta Nacional de Relaciones Laborales, que gobierna las relaciones laborales del sector privado.